# Sandra Bergqvist
Sandra Ida Christina Bergqvist (ur. 14 kwietnia 1980 w Nagu) – fińska polityk i samorządowiec, działaczka mniejszości szwedzkiej, posłanka do Eduskunty, w latach 2023–2025 minister sportu i młodzieży.

## Życiorys
Absolwentka Åbo Akademi, w 2005 na tej uczelni uzyskała magisterium z nauk politycznych. Zaangażowała się w działalność polityczną w ramach Szwedzkiej Partii Ludowej. Pracowała m.in. w jej organizacji młodzieżowej Svensk Ungdom, a także jako urzędniczka w ministerstwie edukacji i kultury oraz koordynatorka projektu na macierzystej uczelni. Była też zatrudniona w zrzeszeniu gmin Suomen Kuntaliitto, zajęła się również prowadzeniem rodzinnego gospodarstwa rolnego. Związana z samorządem rodzinnej miejscowości i następnie nowo utworzonej gminy Pargas. W 2009 stanęła na czele władz miejskich, a w 2013 została przewodniczącą rady tej gminy. W 2017 objęła funkcję wiceprzewodniczącej swojego ugrupowania. W 2019 po raz pierwszy uzyskała mandat deputowanej do fińskiego parlamentu. Z powodzeniem ubiegała się o poselską reelekcję w wyborach w 2023.
W czerwcu 2023 objęła urząd ministra sportu i młodzieży w rządzie Petteriego Orpa; sprawowała go do czerwca 2025.